# Elovec
Elovec (mazedonisch Еловец) ist ein Dorf im zentralen Teil Nordmazedoniens, das zur Gemeinde Čaška gehört. Die nächstgelegene Stadt ist Veles.

## Geschichte

Elovec in der Gemeinde Čaška

Elovec befindet sich im Tal des Flusses Topolka. Westlich des Dorfes erhebt sich der Berg Jakupica. Die im Jahr 1908 erbaute orthodoxe Kirche im Dorf ist der Auferstehung Jesu Christi gewidmet.
Seine Bewohner bekannten sich zu Beginn des 19. Jahrhunderts in einem Plebiszit zum bulgarischen Exarchat und waren Teil des bulgarischen Millets. Laut der Statistik des Ethnographen Wassil Kantschow aus dem Jahr 1900 zählte Elovec 275 Einwohner, welche sich allesamt als Bulgaren deklarierten.
Nach den Statistiken des Sekretärs des bulgarischen Exarchats Dimitar Mischew (La Macedoine et sa Population Chrétienne) im Jahr 1905 lebten in Elovec 248 bulgarische Exarchisten.
Im Zuge des Balkankrieges meldete sich 3 Dorfbewohner freiwillig bei der Makedonisch-Adrianopeler Landwehr, einem Freiwilligenverband der bulgarischen Armee.
1927 führte der deutsche Forscher Leonhard Schultze Elovec auf seiner Karte Mazedoniens auf und ordnete es als bulgarisch-christliches Dorf ein.
Laut der letzten Volkszählung von 2002 hatte Elovec 46 Einwohner, allesamt Mazedonier.

## Persönlichkeiten
- Koljo Popow, bulgarischer Revolutionär der WMORO (Innere Makedonisch-Adrianopeler Revolutionäre Organisation)[6]